# Зульфикар Али Хан
Майор Наваб Сайид Зульфикар Али Хан Бахадур (11 марта 1933 — 5 апреля 1992) — индийский политик и офицер индийской армии, который правил как титульный наваб Рампура с 1982 по 1992 год, сменив своего старшего брата Муртазу Али Хана Бахадура.

## Ранние годы
Сайид Зульфикар Али Хан Бахадур родился в Рампуре 11 марта 1933 года. Второй сын генерал-майора сэра Сайида Раза Али Хана Бахадура (1908—1966), наваба Рампура (1930—1966), и его первой жены, Навабы Рафа’ат уз-Замани Аскари Бегум Сахибы. Он был призван в индийскую армию. Он уволился из армии в звании майора, затем несколько лет работал чайным плантатором в Ассаме. В 1963 году Зульфикар Али вошел в Законодательное собрание штата Уттар-Прадеш и проработал там три года, прежде чем стать депутатом парламента от Лок Сабха в 1967 году. В 1971 году он был делегатом Индии на 26-й Генеральной Ассамблее ООН.

## Политика
Уволившись из индийской армии в звании майора, Наваб Зульфикар Али вошел в Законодательное собрание штата Уттар-Прадеш и прослужил там три года, прежде чем стать депутатом парламента (Рампур) от Лок Сабха в 1967 году. Он представлял партию Сватантра на четвертых всеобщих выборах (4/3/1967 — 27/12/1970). Он был членом парламента в течение четырех лет, прежде чем сменил партию на следующих всеобщих выборах.
Он победил на следующих всеобщих выборах (15/3/1971 — 18/1/1977) в качестве члена Индийского национального конгресса, став членом Пятого Лок Сабха.
В результате серьезного поворота событий Конгресс впервые в независимой Индии потерял контроль над Индией на всеобщих выборах в Индии (23/3/1977 — 22/8/1979). Выборы состоялись после окончания Чрезвычайного положения, введенного премьер-министром Ганди в 1975 году; они фактически положили конец демократии, подавили оппозицию и взяли под контроль средства массовой информации с помощью авторитарных мер. Оппозиция призвала к восстановлению демократии, и индийцы восприняли результаты выборов как отказ от Чрезвычайного положения. Шестые всеобщие выборы, которые были проведены на 542 места в 542 избирательных округах, представляли 27 индийских штатов и союзных территорий . Чрезвычайное положение, объявленное правительством Конгресса, было ключевым вопросом на выборах 1977 года. Гражданские свободы были приостановлены во время чрезвычайного положения в стране с 25 июня 1975 года по 21 марта 1977 года, и премьер-министр Индира Ганди получила широкие полномочия. Ганди стала крайне непопулярной из-за своего решения и поплатилась за это во время выборов. 23 января Ганди назначил новые выборы на март и освободил всех политических заключенных. Четыре оппозиционные партии, Организация Конгресс, Джан Сангх, Бхаратия Лок Дал и Социалистическая партия, решили бороться на выборах как единая партия, называемая Партией Джаната. Партия Джаната напомнила избирателям об эксцессах и нарушениях прав человека во время Чрезвычайного положения, таких как принудительная стерилизация и тюремное заключение политических лидеров. Кампания Джаната заявила, что выборы решат, будет ли в Индии «демократия или диктатура». Конгресс пытался привлечь избирателей, говоря о необходимости сильного правительства, но ситуация была против этого. ВИндийский национальный конгресс потерял все свои места в штате Уттар-Прадеш, и Навабу тоже пришлось покинуть свое кресло. Тем не менее, Наваб оправился от своего прошлого поражения и выиграл седьмые всеобщие выборы (11.10.1980 — 31.12.1984) в качестве члена Индийского национального конгресса, став членом Седьмого Лок Сабха.
Наваб Зульфикар Али Хан был членом парламента в течение четырех лет, прежде чем он участвовал в восьмых всеобщих выборах (31.12.1984 — 27.11.1989). Он снова победил на выборах с большим количеством голосов и стал членом Восьмого Лок Сабха, представляющего Индийский национальный конгресс.
Следующие всеобщие выборы состоялись в 1989 году. Девятые всеобщие выборы (2/12/1989 — 13/3/1991) оказались непростой задачей для Индийского национального конгресса. В результате Индийский национальный конгресс и Раджив Ганди потерпели поражение, поскольку все оппозиционные партии вместе сформировали правительство меньшинства под руководством В. П. Сингха и Национального фронта. Национальный фронт смог обеспечить первое правительство меньшинства с момента обретения независимости в 1947 году с помощью Левых партий и партии Бхаратия Джаната. Несмотря на то, что Раджив Ганди одержал уверенную победу на последних выборах, на этих выборах он пытался бороться со скандалами, которые омрачили его администрацию. Конгрессу удалось получить только пятнадцать из восьмидесяти пяти мест в штате Уттар-Прадеш, из которых одно место принадлежало Навабу Зульфикару Али Хану. Впоследствии он стал членом Девятого Лок Сабха.
Он участвовал в общей сложности в семи всеобщих выборах, выиграв пять и проиграв два.

## Титульный наваб
После смерти своего старшего брата Муртазы Али Хана 8 февраля 1982 года Зульфикар Али сменил его на посту титульного наваба Рампура.

## Личная жизнь
2 июня 1956 года Сайид Зульфикар Али Хан Бахадур женился на Навабе Мехтаб Дулхан уз-Замани Рошан Ара Нур Бано Бегум Сахибе (род. 11 ноября 1939 года), дочери Амина уд-дина Ахмад Хана, губернатора штата Химачал-Прадеш и Наваба Лохару. У пары был три сына и две дочери.
- Навабзада Сайид Заман Али Хан Бахадур, женат
- Навабзада Сайид Мухаммад Казим Али Хан Бахадур (род. 16 октября 1960), титулярный наваб Рампура с 1992 года
- Навабзада Сайид Юсуф Али Хан Бахадур, был женат, двое сыновей.
- Каниз-и-Рабаб Навабзади Саман Бегум Сахиба (род. 17 ноября 1957). Была дважды замужем, двое сыновей
- Каниз-и-Шахарбану Навабзади Саба Бегум Сахиба (род. 2 февраля 1959), замужем, один сын и одна дочь.

## Смерть
Наваб погиб в автомобильной катастрофе 5 апреля 1992 года, и ему наследовал его оставшийся в живых сын Мухаммад Казим Али Хан Бахадур.

## Титулы
- 1933—1950-е годы: Навабзада Сайид Зульфикар Али Хан, Вали Ахад Бахадур
- 1950-е — 1970-е годы: Навабзада Сайид Зульфикар Али Хан
- 1970—1982: Навабзада Сайид Зульфикар Али Хан, Вали Ахад Бахадур
- 1982—1992: Его Высочество Али Джа, Фарзанд-и-Дилпазир-и-Даулат-и-Инглишия, Мухлис уд-Даула, Насир уль-Мульк, Амир уль-Умара, наваб Сайид Зульфикар Али Хан Бахадур, Мустаид Джанг, наваб Рампура

## Награды
- Орден Хамида (Нишан-и-Хамидия) Рампура 2-й степени (до 1982 года).